# Središnja visoravan Šri Lanke
Središnja visoravan Šri Lanke je visoravan u središnjem dijelu Šri Lanke u kojoj se nalaze tri zaštićena područja:
- Rezervat divljine vrha Sri Pada (singalski za "Sveti otisak stopala"), osnovan 1940. godine, ima površinu od 22.380 hektara; Tijekom stoljeća, sve do današnjih dana, Sri Pada ili Adamov vrh je postao jedno od najvažnijih hodočasničkih mjesta u zemlji za budiste, hinduiste, ali i muslimane i kršćane, koji posjećuju njegov 1,8 m visok kameniti vrh u obliku traga stopala.
- Nacionalni park Hortonske ravnice, osnovan 1969. godine na istočnoj strani visoravni kao park prirode (nacionalni park od 1988.). Arheološki nalazi pokazuju da je su ovo područje zauzeli mezolitički ljudi. Nedavna sustavna arheološka istraživanja, na temelju znanstvene analize, su dokazale da je čovjek ovdje lovio za hrnu tijekom glacijalnog maksimuma (24000-18500. pr. Kr.). Tragovi poljoprivrede spaljivanjem i ispaše stoke su otkriveni u narednom razdoblju, kao i dokazi o počecima uzgoja žitarica (zob i ječam) tijekom post-glacijalnog razdoblja (17600. – 16000. pr. Kr.). Sustavni uzgoj riže u razdoblju 13000. – 8700. pr. Kr. doveo je do pada uzgoja zobi i ječma. Između 8000. i 3600. pr. Kr., sa sve sušijim uvjetima zemljoradnja se smanjuje, a u narednom razdoblju područje je bilo gotovo napušteno.
- Šumski rezervat Knuckles posjeduje tragove ljudskog života iz mezolitika, starijeg željeznog doba i pretkolonijalnog razdoblja (prije 1505. god.). Nekoliko lokaliteta starih oko 30.000 godina su identificirani i povezani relikvijama, osnovnim vrstama alata od mikrolita. Brojne špilje mezolitičkog čovjeka su nedavno identificirane, kao i nekoliko špilja iz željeznog doba (2. st. pr. Kr. do 1. stoljeća).

Ova tropska kišna šuma je velika 22.380 hektara, a nalazi se između 1000 i 2.500 metara nadmorske visine. Ona je od 2010. godine upisana na UNESCOv popis mjesta svjetske baštine u Aziji zbog velikog broja endemskih biljaka (34% Šri Lanke), te 408 vrsta kralježnjaka (51% endema na otoku), od kojih su 5 endemskih vrsta sisavaca, kao što su Ružićastoglavi langur (Trachypithecus vetulus), Šrilankaški leopard (Panthera pardus kotiya) i Crveni vitki loris (Loris tardigradus), i 8 jako ugroženih. Tu živi i 83% ugroženih slatkovodnih riba, 81% vodozemaca i 51% reptila, te 5 endemskih i 20 ugroženih vrsta ptica Šri Lanke.
- Vrh Sri Pada
- Rezervat divljine vrha Sri Pada
- Sri Pada iza travnjaka Hortonovih ravnica
- Tzv. "Kraj svijeta"
- Šumski rezervat Knuckles